# Юзеф Богданський
Юзеф Богданський (пол. Józef Bogdański); (1800 — 14 травня 1884) — польський православний художник.

## Біографія
За чутками, він народився в околицях села Кальварія Пацлавська в польській шляхетській родині. Навчався живопису в школі св. Варвари під керівництвом Міхала Стаховича, а потім у Бродовського; згідно з документами та іншими знайденими даними (наприклад, збережені родинні малюнки), вважається, що це був Юзеф Бродовський із Кракова, а не Антоній Бродовський із Варшави, як прийнято за сімейною традицією. 
Із 1830 року почав займатися писанням ікон та створенням іконостасів, переважно на території Перемиських передгір'їв. Іконостаси його авторських робіт, серед інших, можна знайти в церквах Снітниці, Семушови, Тирявої Сільни. Під час Краківського повстання Юзеф Богданський разом із родиною переїхав до Яслиска. Двічі був одружений, мав чотирьох дітей; окрім синів-художників були дві доньки — Марія й Теофіла, які досить рано померли від тифу. 
Сини Юзефа — Павел (1831–1909) та Антоній (1836–1918) продовжували роботу батька, а згодом і внуки: Ян, Фелікс, Міхал і Зигмунт. Останній із Богдановських (Зигмунт) у 1946 р. залишив Яслиск. 
Їхню діяльність була поширена по всій Галичині та Словаччині. 
Уся родина Богданських була художньою родиною: кожен із них має від десятка до кількох десятків іконостасів, не рахуючи церковної поліхромії вільних ікон і картин. Впродовж 150 років було семеро представників роду Богдановських; 1965 року хатину родини Богдановських із Яслиска планувалося перенести до Музею народної архітектури в Сяноці.